# James Byng
James Byng, eigentlich James Malcolm (* 23. Mai 1985 in London) ist ein britischer Schauspieler und Sänger.

## Leben
James Byng stand bereits mit zehn Jahren zum ersten Mal im Londoner West End auf der Bühne, wo er sein Debüt in der Titelrolle des Oliver! im London Palladium gab. In derselben Rolle war er auch auf der England-Tournee des Musicals und bei der Benefizgala Hey! Mr. Producer zu sehen, die zu Ehren des Theaterproduzenten Cameron Mackintosh am 8. Juni 1998 im Lyceum Theatre stattfand. In Les Misérables spielte er die Rolle des Gavroche im Palace Theatre. Ab 2007 war James im Theatre Royal Drury Lane auf der Bühne zu sehen, wo er zunächst verschiedene Ensemblerollen spielte und dann die Rolle des Frodo Baggins in Matthew Warchus’ Bühnenversion von The Lord of the Rings übernahm. 2008/2009 stand James in der Rolle des John Darling im Musical Peter Pan am West Yorkshire Playhouse in Leeds auf der Bühne. Bis Juni 2010 war er in der Rolle des Posner auf England-Tour mit der neuen Produktion des Theaterstücks The History Boys von Alan Bennett. Von September bis November 2010 war James in der Rolle des Nick Willow in der Carrie’s War Tour zu sehen.
Im Fernsehen übernahm James in der Neuverfilmung von Goodbye Mr. Chips aus dem Jahr 2002 die Rolle des George Hawthorne. Im Film Rupert Brockstein's Blood Red Letters spielte er 2008 die Rolle des Montague Bear.
Als Jazz-Sänger und Moderator trat James unter anderem im Starlight Theatre, Manchester sowie im Grove Inn Jazz Club in Leeds auf.

## Bühne
- Oliver in Oliver!, London Palladium
- Oliver in Hey! Mr. Producer, Lyceum Theatre
- Gavroche in Les Misérables, Palace Theatre
- Oliver in Oliver! UK Tour, Theatre Royal, Plymouth
- Hobbit, Ork und andere Rollen in The Lord of the Rings, Theatre Royal Drury Lane
- Frodo Baggins in The Lord of the Rings, Theatre Royal Drury Lane
- John Darling in Peter Pan, West Yorkshire Playhouse, Leeds
- David Posner in The History Boys, UK Tour
- Nick Willow in Carrie’s War, UK Tour

## Filmografie
- 2002: Goodbye Mr. Chips
- 2008: Rupert Brockstein’s Blood Red Letters
- 2011: Bike Thives

## Musikvideo
- Office Clown in Raoul von The Automatic

## Diskografie
- Hey! Mr. Producer: Cast Album
- The Lord of the Rings: Original Cast Album
- Peter Pan: 2008/2009 Cast Album